# Leite cozido

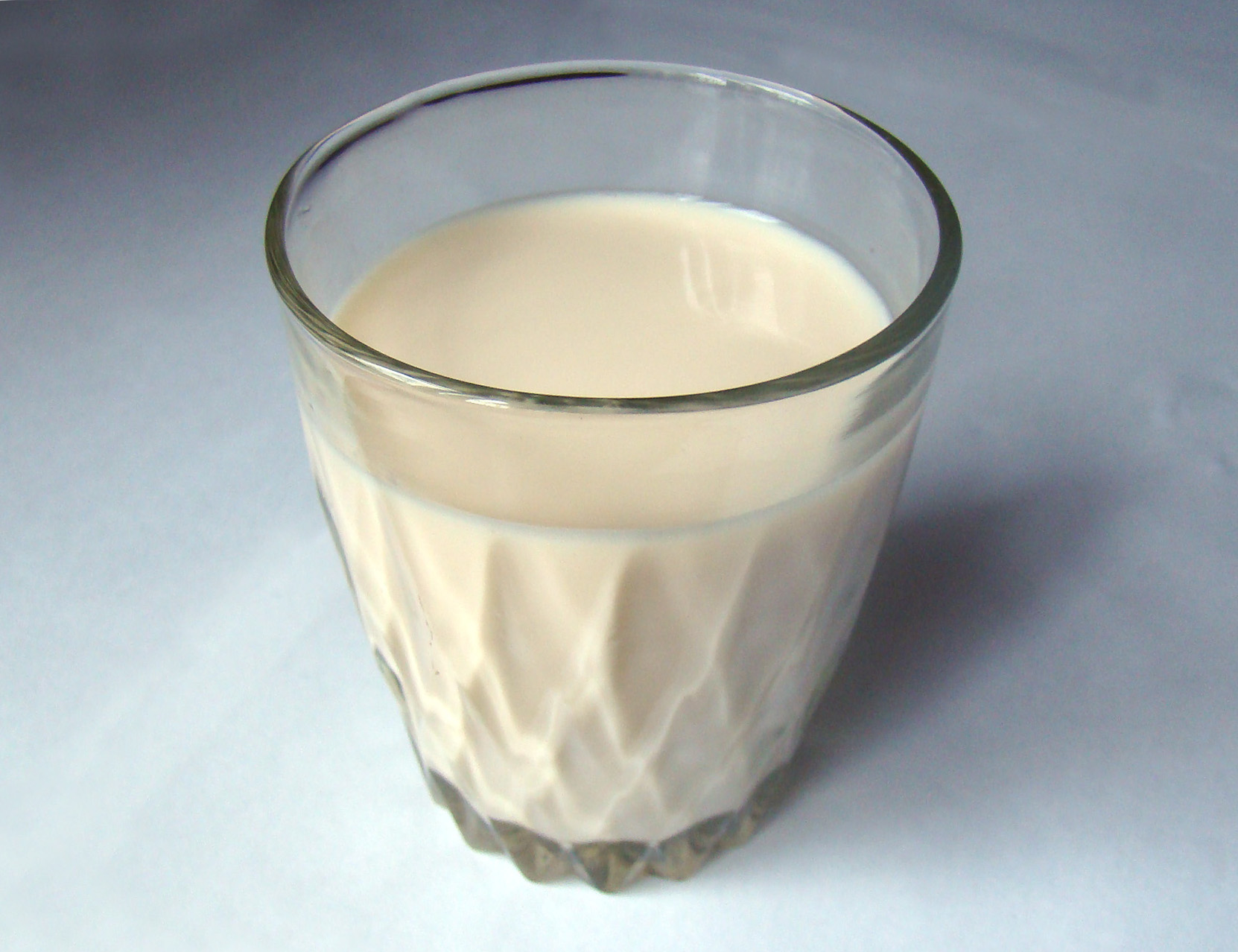
Leite cozido

Leite cozido (em russo:  топлёное молоко, em ucraniano:  пряжене молоко, em bielorrusso:  адтопленае малако) é uma variedade de leite fervido que tem sido particularmente popular na Rússia, Ucrânia e Bielorrússia. É feito fervendo o leite em fogo baixo por oito horas ou mais.

## História
O leite cozido também era relativamente popular fora da Rússia. Foi julgado como mais palatável do que o leite fervido e foi descrito na literatura médica como provavelmente mais digerível. A receita mais simples sugerida pelos livros de receitas do século 19 para a produção de leite cozido era deixar o leite no forno durante a noite; receitas mais elaboradas também poderiam ter sido encontradas.
Nas áreas rurais, o leite cozido é produzido deixando um jarro de leite fervido no forno por um dia ou uma noite até que fique coberto com uma crosta marrom. A exposição prolongada ao calor provoca reações entre os aminoácidos e os açúcares do leite, resultando na formação de compostos de melanoidina que lhe conferem uma cor cremosa e sabor de caramelo. Uma grande quantidade de umidade evapora, resultando em uma mudança de consistência. O fogão em uma tradicional casa de madeira russa (izba) sustenta "variantes temperaturas de cozimento com base na colocação dos alimentos dentro do forno".
Hoje, o leite cozido é produzido em escala industrial. Assim como o leite escaldado, é livre de bactérias e enzimas e pode ser armazenado com segurança em temperatura ambiente por até quarenta horas. O leite cozido caseiro é usado para preparar uma variedade de bolos, tortas e biscoitos.
O consumo prolongado de leite cozido pode ajudar na resolução da alergia ao leite. No entanto, em alguns casos, a tolerância adquirida reverte para uma alergia não resolvida.

## Leite fermentado cozido
Ryazhenka e varenets são lácteos fermentados, uma espécie de iogurte tradicional. É uma bebida comum no café da manhã na Ucrânia, Bielorrússia e Rússia.
Nas comunidades camponesas, os varenets foram feitos no tradicional forno eslavo oriental "cozendo leite azedo até uma cor marrom dourada". Na era soviética, o nome "ryazhenka" passou a ser aplicado à bebida de cor creme produzida pelo governo sem a pele.